# Matka Země II.
Matka Země II. je mramorová skulptura v exteriéru části Povel města Olomouc v okrese Olomouc v Olomouckém kraji na Hané. Autory díla jsou sochař Rudolf Chorý (1929–2007) a architekt Tomáš Černoušek (1927–2001).

## Popis a historie díla
Investorem skulptury byl Okresní investorský útvar Olomouc. Skulptura, která byla vytvořena ze sliveneckého mramoru, se nachází na ulici Velkomoravská na prostranství před Hotelovým domem Olomouc. Vnější rozměry skulptury jsou uvedeny v následující tabulce.
| Výška   | 0,90 m |
| Šířka   | 0,85 m |
| Hloubka | 0,60 m |

Skulptura představuje schoulenou ženskou postavu ve tvaru koule jako symbol planety Země. Nachází se na kamenném soklu asymetrického profilu. Dílo bylo kolaudováno spolu s celým hotelovým objektem v roce 1963. Později bylo dílo také restaurováno.

## Galerie

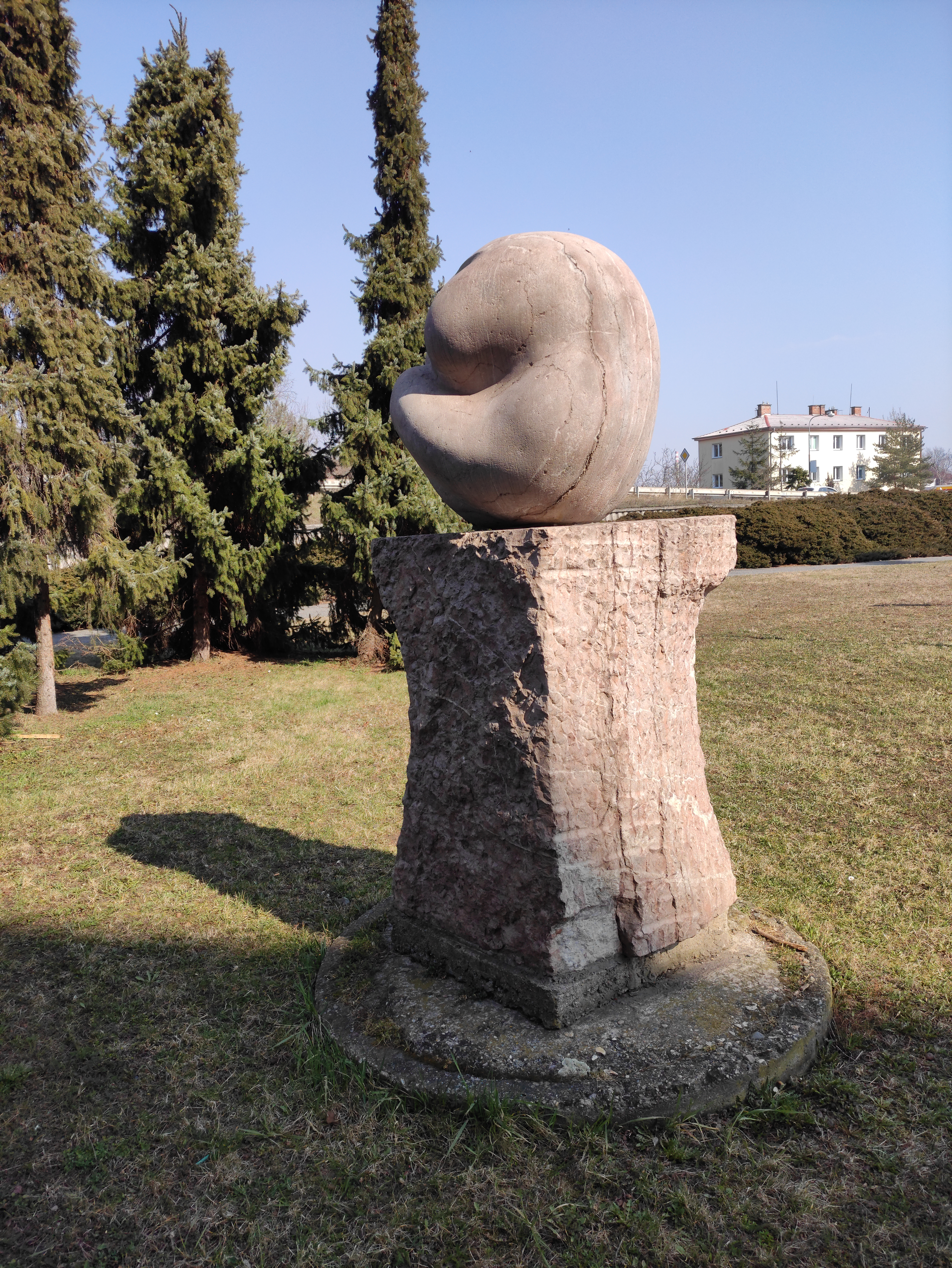
Pohled na dílo zezadu